# Tarter (Sant Martí de Canals)
Tarter és una zona de camps de conreu del Pallars Jussà situat en el terme municipal de Conca de Dalt, a l'antic terme de Claverol, en terres del poble de Sant Martí de Canals.
Està situada a llevant de Sant Martí de Canals, de les Omets i de la Carretera de Pessonada, al sud de les Ortiguetes i al nord de Murgulla. És al sud-oest de les Boïgues.